# La habitación azul
La habitación azul es una película mexicano-española del año 2002. Con la dirección de Walter Doehner. Esta protagonizada por Juan Manuel Bernal, Patricia Llaca, Elena Anaya y Mario Iván Martínez.
La película es una adaptación de La habitación azul, novela de Georges Simenon.

## Trama
Toño, se encuentra detenido para ser interrogado por el agente policial Garduño. En el pueblo se ha cometido un asesinato y Garduño está decidido a llegar al fondo de esto; Toño comienza entonces a contar su historia: unas semanas antes, él y su esposa, Ana y su hija, decidieron regresar para establecerse en el pueblo natal de Toño, después de vivir durante mucho tiempo en la Ciudad de México. Pero las cosas se complican cuando él se reencuentra a Andrea, una mujer que había codiciado desde la adolescencia y que ahora está casada con Nicolás, el mejor amigo de Toño del instituto. Pronto, los deseos insatisfechos y reprimidos de Toño y Andrea se liberan apasionadamente con recurrentes encuentros sexuales. En la habitación azul, su pasión los lleva a lugares nunca explorados mientras, en el pueblo, los rumores no se hacen esperar.

## Reparto
- Juan Manuel Bernal como Antonio
- Patricia Llaca como Andrea
- Elena Anaya como Ana
- Mario Iván Martínez como Nicolás
- Margarita Sanz como Dora del Pino
- Damián Alcázar como Garduño
- Enrique Arreola como Jaimito
- José María Yazpik como Roberto
- Joaquín Cosío como Maestro de obras
- Carolina Politi como Alba Morales
- Marco Antonio Aguirre como Güicho el mudo

## Controversias
La película fue bastante controversial debido a su publicidad erótica, la mayoría de los materiales publicitarios mostraban a Patricia Llaca completamente desnuda recostada en una cama y mirando a la cámara. Vallas publicitarias y anuncios en transporte público, revistas, etc. mostraban la misma imagen o una similar, levantando polémica gracias al desnudo de Llaca. En algunos medios, sus nalgas fueron cubiertas digitalmente con una manta para calmar la sensibilidad de los mexicanos ofendidos.
La película en sí era realmente muy erótica y mostraba escenas de desnudos completos de Patricia Llaca y Juan Manuel Bernal. En este sentido, la publicidad fue fiel a la película. Llaca, sin embargo, declaró que los productores de la película "utilizaron" deliberadamente su cuerpo desnudo para publicitar la película.